# Refugi de Gabardito
El Refugi de Gabardito és un refugi de muntanya situat a 1.280 m d'altitud al municipi de Valle de Hecho, al Parc natural de les Valls Occidentals, a la comarca de Jacetània als peus del cim del Bisaurín. Està guardat tot l'any, i de novembre a maig i els caps de setmana i ponts. Disposa de 45 places en llitera, així com servei de menjars, dutxes i lavabos, aigua calenta i mantes. És titularitat de l'Ajuntament del Valle de Hecho i va ser inaugurat el 1987. S'accedeix en cotxes fins al propi refugi o caminant 3 hores des del refugi de Lizara.

## Activitats
És punt de partida per a molts excursionistes, al cim del Bisaurín, practicar senderisme pel GR 11 i per la ruta de trekking de La Senda de Camille, també es pot practicar esquí de fons a l'hivern.